# Frank Thomas (parolier)
Pour les articles homonymes, voir Thomas, Frank Thomas et Franck Thomas.
 (janvier 2017).
Si vous disposez d'ouvrages ou d'articles de référence ou si vous connaissez des sites web de qualité traitant du thème abordé ici, merci de compléter l'article en donnant les références utiles à sa vérifiabilité et en les liant à la section « Notes et références ».
Franc Combès, dit Frank Thomas, né le 15 mai 1936 à Montpellier (Hérault) et mort le 20 janvier 2017 à Paris 1er,, est un parolier et producteur de musique français.

## Biographie
Franc Combès est le fils cadet (Yves l'aîné, Marc le benjamin) des trois fils de Hervé et Marcelle Combès (née Bory), qui furent résistants ; son père a fait partie des mutins de la Centrale d'Eysses, sa mère portait le pseudonyme de Francine dans la Résistance.
Il fait l'école des arts décoratifs à Limoges et, à 14 ans et demi, est peintre sur porcelaine. Après avoir exercé différents métiers, Frank Thomas « monte » à Paris et commence à écrire au début des années 1960, en pleine période yéyée, pour des chanteurs comme Eddy Mitchell ou des groupes comme Les Surfs ou Les Parisiennes (groupe créé par Claude Bolling).
La consécration arrive lorsqu'il s'associe avec un autre parolier, Jean-Michel Rivat, en coécrivant d'abord des chansons pour Joe Dassin. Le succès aidant, ils continuent d'écrire pour une diversité de chanteurs et deviennent un tandem mythique d'auteurs de la variété française, dont beaucoup d'œuvres s'inscrivent au patrimoine national de la chanson.
Gérard Berliner lui doit son tube Louise (1982) et l'album Chien de voyou (1994).
En 2010, Frank Thomas est nommé, avec Reinhardt Wagner pour la musique, à l'Oscar de la meilleure chanson pour Loin de Paname interprétée par Nora Arnezeder dans le film Faubourg 36 réalisé par Christophe Barratier (2008).
Il meurt d'une crise cardiaque le 20 janvier 2017.

## Interprètes
Liste non exhaustive
Parolier de chansons (de nombreux titres avec Jean-Michel Rivat) pour :
- Marcel Amont : Le Bal des crapauds, coécrit avec Jean-Michel Rivat, musique de Jacques Revaux (1968), L'amour ça fait passer le temps, musique de Roland Vincent (1971), Bleu, blanc, rouge et des frites, musique de Jean-Pierre Bourtayre (1972)
- Richard Anthony : Si chaque soir meurt une rose (1970), Nous ne sortirons qu'au printemps (1967)
- Hugues Aufray : Des jonquilles aux derniers lilas (1968), La Femme et l'enfant (1971), Vous ma lady (reprise, 1972)
- Brigitte Bardot : Vous ma lady (reprise), en duo avec Laurent Vergez (1973)
- Gilbert Bécaud : Petit Jean, musique de Gilbert Bécaud (1966), La Première cathédrale, musique de Gilbert Bécaud (1975), L'amour c'est l'affaire des gens, musique de Gilbert Bécaud (1976), Le Rhône, musique de Gilbert Bécaud
- Gérard Berliner : Voleur de mamans (1982), Louise, musique de Gérard Berliner, arrangement Roland Romanelli (1982), Je porte ma vie (1983), Vivre (1984), Lili (1984), J'ai tant besoin d'accordéon (1984), Les Amants d'Oradour (1993), Soleil d'hiver (1994), Boulevard Arago (1994)
- Alain Chamfort : Je pense à elle, elle pense à moi
- Joe Dassin : Bip-bip, coécrit avec Jean-Michel Rivat, musique de Joe Dassin (1965), Les Dalton, titre coécrit avec Jean-Michel Rivat, musique de Joe Dassin (1967), Marie-Jeanne, adaptation coécrite avec Jean-Michel Rivat d'une chanson de Bobbie Gentry Ode to Billie Joe (1967), Siffler sur la colline, coécrit avec Jean-Michel Rivat, musique de Joe Dassin (1968), Comment te dire, coécrit avec Jean-Michel Rivat, musique de Joe Dassin (1968), La Bande à Bonnot, coécrit avec Jean-Michel Rivat, musique de Joe Dassin (1968)
- Gilles Dreu : Théodorakis, Je marcherai jusqu'au vieux chêne, L'homme qui vola les étoiles
- Claude François : L'Anneau dans la rivière, coécrit avec Jean-Michel Rivat, musique d'Alice Dona (1970), Les Anneaux et les Couteaux, coécrit avec Jean-Michel Rivat, musique d'Éric Charden (1971), Y'a le printemps qui chante, coécrit avec Jean-Michel Rivat, musique de Jean-Pierre Bourtayre (1972), Quand l'épicier ouvre sa boutique, musique de Daniel Vangarde (1972), Il n'y a que l'amour qui rende heureux, coécrit avec Jean-Michel Rivat, musique de Jean-Pierre Bourtayre (1972), Le Lundi au soleil, coécrit avec Jean-Michel Rivat, musique de Patrick Juvet (1972), Le téléphone pleure, en duo avec Frédérique, musique de Jean-Pierre Bourtayre (1974), Pourquoi pleurer (1975), Doucement sur la route (1975), Je chante des chansons (1975), 17 ans, adaptation de At seventeen de Janis Ian (1975)
- France Gall : Bébé requin, coécrit avec Jean-Michel Rivat, musique de Joe Dassin (1967), Toi que je veux, coécrit avec Jean-Michel Rivat, musique de Joe Dassin (1967), 24 / 36, coécrit avec Jean-Michel Rivat, musique de Joe Dassin (1968), Homme tout petit, coécrit avec Jean-Michel Rivat, musique de Jean-Pierre Bourtayre (1969), L'Orage, adaptation française avec Jean-Michel Rivat de La Pioggia, paroles italiennes originales et musique de Gianni Argenio, Mario Panzeri, Corrado Conti et Daniele Pace (Festival de Sanremo en 1969), 5 minutes d'amour, coécrit avec Jean-Michel Rivat, musique de Roland Vincent (1972), La Quatrième chose, coécrit avec Jean-Michel Rivat, musique de Roland Vincent (1972)
- Juliette Gréco : Y'a qu'Joseph qui peut m'guéri, coécrit avec Jean-Michel Rivat, musique d'André Popp (1971)
- Jean Humenry : Le réveil, coécrit avec Jean-Humenry, musique de Jean Humenry (1981), Le champ de betteraves, coécrit avec Jean Humenry, musique de Jean Humenry (1981), Faruk, coécrit avec Jean Humenry, musique de Jean Humenry (1981), Toi l'curé, coécrit avec Jean-Humenry, musique de Jean Humenry (1981), Fatima, coécrit avec Jean-Humenry, musique de Jean Humenry (1981), Camarade Mohamed, coécrit avec Jean-Humenry, musique de Jean Humenry (1981), J'veux pas mourir (Tombé du 5e étage, coécrit avec Jean-Humenry, musique de Jean Humenry (1981), Je cours dans ma tête, coécrit avec Jean-Humenry, musique de Jean Humenry (1982), Vieilles nouvelles, coécrit avec Jean-Humenry, musique de Jean Humenry (1982), Quand je parle de ma terre, coécrit avec Jean-Humenry, musique de Jean Humenry (1982), Je te reviens, coécrit avec Jean-Humenry, musique de Jean Humenry (1982), Crépy en Valois et en Blues, coécrit avec Jean-Humenry, musique de Jean Humenry (1982), La mère, musique de Jean Humenry (1982)
- Michel Jonasz : Dites-moi, musique de Michel Jonasz (1974)
- Patrick Juvet : La Musica, coécrit avec Jean-Michel Rivat, musique de Patrick Juvet (1972), Au même endroit à la même heure, coécrit avec Jean-Michel Rivat, musique de Patrick Juvet (1972)
- Vicky Leandros : Je pense à un fils (1972), Un été, coécrit avec Jean-Michel Rivat (1972)
- Enrico Macias : Mon fils (1973)
- Stéphane Néfiolov : Rêveur à poudre d'or (Cendrars), musique de Stéphane Néfiolov (2001), Les Brouillards de ma ville, musique de Stéphane Néfiolov (2001), Petite serveuse, musique de Stéphane Néfiolov (2001), Jésus était noir, musique de Stéphane Néfiolov (2001)
- Esther Ofarim : Il était un prince en Avignon, musique de Jean-Pierre Bourtayre (1969)
- Michel Polnareff : Beatnik, musique de Michel Polnareff (1966), Ne me marchez pas sur les pieds, musique de Michel Polnareff (1966)
- Jeanne-Marie Sens : Les Bottes, coécrite avec Jean-Michel Rivat, musique de Maurice Dulac (1972), Quand on s'aime en automne, coécrite avec Jean-Michel Rivat (1972)
- Stone et Charden : Vive la France, Stone en solo, coécrit avec Jean-Michel Rivat, musique d'Eric Charden (1966), L'avventura, coécrit avec Jean-Michel Rivat, musique d'Eric Charden (1971), Il y a du soleil sur la France, coécrit avec Jean-Michel Rivat, musique d'Eric Charden (1972), Laisse aller la musique, coécrit avec Jean-Michel Rivat, musique d'Eric Charden (1973), Made in Normandie, coécrit avec Jean-Michel Rivat, musique d'Eric Charden (1974), J'ai toujours chanté des chansons d'amour, Stone en solo, musique de Mario d'Alba (1981)
- Les Troubadours : Le Vent et la Jeunesse, paroles Frank Thomas et Jean-Michel Rivat, musique Christian Chevalier, grand prix et prix de la critique en 1967 du concours de la Rose d'or d'Antibes
- Sylvie Vartan : 2' 35 de bonheur, en duo avec Carlos, coécrit avec Jean-Michel Rivat, musique de Jean Renard (1967)
- Hervé Vilard : Sayonara, coécrit avec Jean-Michel Rivat, musique de Jacques Revaux (1969), Blanche venait de Dordogne, coécrit avec Jean-Michel Rivat, musique de Carlos Leresche (1969)
- Georges Chelon : 'L'Errance (Tu pars), musique de Bernard Sauvat.

## Directions artistiques
- Le premier album de Lucid Beausonge
- Les trois premiers albums de Gérard Berliner
- Le premier album de Michel Jonasz
- Le premier album de Francis Lalanne
- Deux albums de Jean Humenry
- 45 tours de Marina Vlady

## Filmographie
- 2008 : Faubourg 36 de Christophe Barratier. Scénario écrit à partir d'une idée de Frank Thomas. Il est également l'auteur de toutes les chansons du film (musique de Reinhardt Wagner).